# Басила, Тома
Тома́ Эрве́ Басила́ (фр. Thomas Hervé Basila; 30 апреля 1999, Тулон, Франция) — французский футболист марокканского происхождения, защитник клуба «Остенде».

## Клубная карьера
Басила — воспитанник клубов «Сент-Жан-ле-Блан», «Орлеан» и «Нант». 12 апреля 2019 года в матче против марсельского «Олимпика» он дебютировал в Лиге 1. Летом 2021 года на правах свободного агента Басила подписал контракт с бельгийским клубом «Остенде», но сразу же был отдан в аренду в «Нанси». 28 августа в матче против «Осер» он дебютировал в Лиге 2.

## Международная карьера
В 2018 году в составе юношеской сборной Франции Басила принял участие в юношеском чемпионате Европы в Финляндии. На турнире он сыграл в матчах против команд Турции и Украины.
В 2019 году Басила в составе молодёжной сборной Франции принял участие в молодёжном чемпионате мира в Польше. На турнире он сыграл в матчах против команд Саудовской Аравии, Панамы, Мали и США.